# Eriosema grandiflorum
Eriosema grandiflorum es una especie perteneciente a la familia Fabaceae. 

## Descripción
Es un arbusto que alcanza un tamaño de 50 cm a 2 m de altura. Las hojas están divididas en 3 hojuelas. Las flores son amarillo brillante con café y se encuentran en racimos muy floreados. Los frutos son un poco redondeados.

## Distribución y hábitat
Originaria del oeste y sureste de México (Flora de Guatemala). Crece en climas semicálido, semiseco y templado entre los 400 y los 1680 m s. n. m., asociada a matorral xerófilo, bosques de encino y mixto de encino-pino.

## Propiedades
Se atribuyen a esta planta propiedades medicinales contra la amibiasis en Morelos y para aliviar el empacho en Nayarit; para este último padecimiento se recomienda tomar el cocimiento de sus hojas como agua de uso.

## Taxonomía
Eriosema grandiflorum fue descrita por  (Schltdl. & Cham.) G.Don y publicado en A General History of the Dichlamydeous Plants 2: 347. 1832.
Sinónimos
- Cracca collina M.E.Jones
- Eriosema laetum I.M.Johnst.
- Rhynchosia grandiflora Schltdl. & Cham.	[3]